# Futbol'nyj Klub Dynamo Kyïv 1977
Questa voce raccoglie le informazioni riguardanti il Futbol'nyj Klub Dynamo Kyïv, meglio conosciuta come Dinamo Kiev, nelle competizioni ufficiali della stagione 1977.

## Stagione
Nel 1977 la Dinamo Kiev vinse il suo ottavo campionato sovietico. Nella coppa nazionale, la squadra di Valerij Lobanovs'kyj fu eliminata ai quarti di finale dalla Dinamo Mosca. A inizio stagione la Dinamo proseguì il cammino in Coppa dei Campioni, venendo eliminata in semifinale dai campioni di Germania Ovest del Borussia M'gladbach. Nella seconda parte della stagione i Bianco-blu presero parte alla Coppa UEFA perdendo già al primo turno contro i tedeschi occidentali dell'Eintracht Braunschweig in virtù della regola dei gol in trasferta.

## Rosa
| N. |                             | Ruolo | Calciatore                 |
| -- | --------------------------- | ----- | -------------------------- |
| -  | Unione Sovietica (bandiera) | P     | Evgenij Rudakov            |
| -  | Unione Sovietica (bandiera) | P     | Viktor Jurkovskyj          |
| -  | Unione Sovietica (bandiera) | D     | Oleksandr Berežnyj         |
| -  | Unione Sovietica (bandiera) | D     | Volodymyr Bezsonov         |
| -  | Unione Sovietica (bandiera) | D     | Mychajlo Fomenko           |
| -  | Unione Sovietica (bandiera) | D     | Serhij Vasyl'ovyč Kuznecov |
| -  | Unione Sovietica (bandiera) | D     | Volodymyr Lozyns'kyj       |
| -  | Unione Sovietica (bandiera) | D     | Viktor Matvijenko          |
| -  | Unione Sovietica (bandiera) | D     | Stefan Reško               |
| -  | Unione Sovietica (bandiera) | D     | Volodymyr Troškin          |
| -  | Unione Sovietica (bandiera) | D     | Valerij Zujev              |

| N. |                             | Ruolo | Calciatore           |
| -- | --------------------------- | ----- | -------------------- |
| -  | Unione Sovietica (bandiera) | C     | Leonid Burjak        |
| -  | Unione Sovietica (bandiera) | C     | Viktor Kolotov       |
| -  | Unione Sovietica (bandiera) | C     | Anatolij Kon'kov     |
| -  | Unione Sovietica (bandiera) | C     | Jurij Koval'ov       |
| -  | Unione Sovietica (bandiera) | C     | Volodymyr Muntjan    |
| -  | Unione Sovietica (bandiera) | C     | Volodymyr Veremjejev |
| -  | Unione Sovietica (bandiera) | C     | Aleksandr Xapsalïs   |
| -  | Unione Sovietica (bandiera) | A     | Oleh Blochin         |
| -  | Unione Sovietica (bandiera) | A     | Volodymyr Onyščenko  |
| -  | Unione Sovietica (bandiera) | A     | Petro Slobodjan      |

## Risultati

### Coppa dei Campioni 1976-1977
| Arbitro: | Garrido |

|            |           |  |
| Künkel 60’ | Marcatori |  |

| Arbitro: | Linemayr |

|                                 |           |  |
| Buryak 83’ (rig.) Slobodjan 88’ | Marcatori |  |

| Arbitro: | Sánchez Ibáñez |

|               |           |  |
| Onyščenko 71’ | Marcatori |  |

| Arbitro: | Rion |

|                                |           |  |
| Bonhof 21’ (rig.) Wittkamp 82’ | Marcatori |  |

## Statistiche

### Statistiche di squadra
| Competizione       | Punti | Totale | Totale | Totale | Totale | Totale | Totale | DR  |
| Competizione       | Punti | G      | V      | N      | P      | Gf     | Gs     | DR  |
| ------------------ | ----- | ------ | ------ | ------ | ------ | ------ | ------ | --- |
| Vysšaja Liha       | 43    | 30     | 14     | 15     | 1      | 51     | 12     | +39 |
| Coppa dell'URSS    | -     | 3      | 2      | 0      | 1      | 4      | 3      | +1  |
| Coppa dei Campioni | -     | 4      | 2      | 0      | 2      | 3      | 3      | 0   |
| Coppa UEFA         | -     | 2      | 0      | 2      | 0      | 1      | 1      | 0   |
| Totale             | -     | 39     | 18     | 17     | 4      | 59     | 19     | +40 |